# Heaven Upside Down
Heaven Upside Down en español: El Cielo Al Revés es el décimo álbum de la banda de rock and roll Marilyn Manson.

## Promoción
El álbum fue anunciado por primera vez en julio de 2016 por el líder de la banda, el homónimo Marilyn Manson, estableciendo que la fecha de estreno sería el 14 de febrero de 2017. El día 8 de noviembre del mismo año 2016, se lanza un video promocional para la canción SAY10. Este vídeo, que no alcanzaba los 2 minutos, generó polémica en los medios debido a que se podía ver a Manson destrozando una Biblia y decapitando al presidente estadounidense Donald Trump, a la vez que su propia voz de fondo canta You say God and i say SAY10, traducido al español como Tu dices Dios y yo digo SAY10. SAY10 es un juego de palabras, pronunciado en inglés como Satan, que traducido al español significa Satán y que iba a ser el nombre original del disco.
En el día fijado para la fecha de estreno el álbum no salió, generando consternación y confusión entre sus fanes. Marilyn Manson guardó silencio y no se pronunció al respecto; más tarde, a mediados de 2017, comentó que no se sentía satisfecho con su trabajo inicial. "Si el álbum hubiera salido cuando yo esperaba, en febrero cuando creí que estaba listo, no hubiera tenido Revelation #12, Heaven Upside Down ni Saturnalia. Esas son tres de las canciones más importantes que realmente cuentan la historia. Esas letras ya estaban escritas, pero no les había encontrado un hogar. Aquellas tres canciones toman lugar en los tres lugares donde, si [el álbum] fuera una película, serían la apertura, la mitad y el final".
En mayo se supo el título final del álbum, Heaven Upside Down (El cielo al revés en español). El artista explica que "originalmente pensé que el título SAY10 era muy inteligente, pero no es tan extenso ni tan definidor como Heaven Upside Down. La gente dice 'Oh, ¿qué quiere decir Heaven Upside Down?' Tú decides. No tiene que ser algo específico".
El 11 de septiembre de 2017 se liberó el primer sencillo, WE KNOW WHERE YOU FUCKING LIVE, y la lista de canciones. El adelanto significa un retorno a las raíces más estridentes e industriales de la banda, tras el estilo blues de su disco anterior. El 20 de septiembre salió el segundo sencillo, KILL4ME, marcando el último adelanto antes del estreno del álbum.
El 19 de septiembre se filtró ilegalmente todo el contenido del disco, aunque con el sonido distorsionado (la voz de Manson se deforma a un tono más grave, el ritmo se acelera o se baja el volumen) para evitar problemas de derechos de autor.

## Composición y estilo
Durante la composición del álbum, Manson se encontraba en Luisiana grabando para su rol en la serie Salem. En este estado fue también grabado su disco Antichrist Superstar, por lo que tiene un gran valor personal para el vocalista.
Manson dijo que el álbum no iba a ser similar a The Pale Emperor, su disco menos metálico, y lo ha descrito como "la cosa más temática y más complicada que he hecho". "La gente que ha oído las nuevas canciones dice que les recuerda a sus partes favoritas de Antichrist Superstar y Mechanical Animals, pero con un enfoque diferente. Es de una naturaleza bastante violenta por alguna razón, y no es emocional en la misma forma". Además adelantó que sería su disco más político.
El álbum contiene canciones muy agresivas y violentas, pero también otras más calmadas. KILL4ME llega a ser bailable, por ejemplo, mientras que surgen ciertas semejanzas con Portrait of an American Family y Antichrist Superstar en canciones como Revelation #12, WE KNOW WHERE YOU FUCKING LIVE y SAY10.

## Crítica y recepción
El álbum ha sido bien recibido por los críticos en general. En el sitio Metacritic, en el cual la puntuación máxima para un álbum es de 100 puntos, Heaven Upside Down ha obtenido 73 puntos, para el día de estreno del álbum. 
Eleanor Goodman de Metal Hammer le dio una calificación positiva al álbum, escribiendo que "es una mirada hacia el pasado", describiéndolo como un "álbum sólido que demuestra que [Manson] puede seguir haciendo lo que lo hizo grande". 
Greg Kennelty, de Metal Injection, dijo: "Heaven Upside Down, como un álbum completo, es por mucho uno de los más atractivos que he escuchado en 2017. Se trata de un álbum impecablemente bien escrito que constantemente introduce nuevos estilos y aspectos a su sonido, girando alrededor de una tonalidad central muy inquietante". Concluyendo que es "un disco que fluye excepcionalmente bien, te mantiene interesado, y prueba que Marilyn Manson tiene un lugar en el rock y metal de 2017. Si estás esperando el The Pale Emperor 2, entonces no va a estar a la altura de tus expectativas. Sin embargo, si esperas un álbum gótico, que se enfrente a sus obras más clásicas, entonces lo vas a amar. Espero verlo [al álbum] en algunas listas de fin de año, incluida la mía". 
Neill Yeung en su review para AllMusic, escribe que "vio a Manson en su punto más humano. Si The Pale Emperor fue un bienvenido regreso a la forma que marcó un nuevo día para la banda, su sucesor es igual de satisfactorio, sino mejor".

## Portada
La portada de Heaven upside down es la tercera de Marilyn Manson que no trae su nombre impreso, sino una pegatina en la tapa. Aparece Manson vestido con un abrigo (aunque sólo se ve su busto) sobre un fondo gris, mientras que en la esquina superior derecha aparece la Cruz de Lorena que la banda ha usado como uno de sus logotipos desde hace años. La pegatina trae el nombre de Manson y el título en letras góticas.
La portada hace referencia a la del álbum Low (álbum de David Bowie)

## Rendimiento comercial
En su primera semana de estreno, Heaven Upside Down vendió 32,000 unidades físicas tan solo en Estados Unidos, su rendimiento comercial a comparación del anterior The Pale Emperor mejoró considerablemente, en su segunda semana, cayó hasta la posición 84 del Billboard 200 después de haber debutado en número 8.
En Canadá debutó en posición número 4, en el Reino Unido es el primer álbum de Marilyn Manson desde Eat Me, Drink Me de 2007 en entrar al Top Ten de ventas de ese país.
En las listas Australianas consiguió ser el álbum más vendido de la banda desde Mechanical Animals de 1998.
En Europa tuvo la mejor primera semana de estreno en ventas desde The High End of Low de 2009, y su mejor posición en listas de ventas desde The Golden Age of Grotesque de 2003.
En México debutó con la posición máxima del número 17 de ventas, convirtiendo a este álbum con la posición de ventas en México más vendido de la banda desde Eat Me, Drink Me de 2007, que logró la posición máxima de 12, también en su semana de apertura consiguió las mejores ventas desde The High End of Low de 2009 en el país Mexicano.

## Lista de canciones
Todas las letras escritas por Marilyn Manson, y compuestas por Tyler Bates.
| N.º   | Título                           | Duración |  |
| 1.    | «Revelation #12»                 | 4:42     |  |
| 2.    | «Tattooed in Reverse»            | 4:24     |  |
| 3.    | «WE KNOW WHERE YOU FUCKING LIVE» | 4:32     |  |
| 4.    | «SAY10»                          | 4:18     |  |
| 5.    | «KILL4ME»                        | 3:59     |  |
| 6.    | «Saturnalia»                     | 7:59     |  |
| 7.    | «JE$U$ CRI$I$»                   | 3:59     |  |
| 8.    | «Blood Honey»                    | 4:10     |  |
| 9.    | «Heaven Upside Down»             | 4:49     |  |
| 10.   | «Threats of Romance»             | 4:37     |  |
| 47:29 |                                  |          |  |

| Bonus track edición japonesa |                                  |          |  |
| N.º                          | Título                           | Duración |  |
| 11.                          | «KILL4ME» (Mystery Skulls Remix) | 3:39     |  |
| 51:08                        |                                  |          |  |

## Posición de ventas
| Chart (2017)                    | Posición más alta |
| ------------------------------- | ----------------- |
| Billboard 200                   | 8                 |
| UK Albums Chart (OCC)           | 7                 |
| Mexican Albums Chart (AMPROFON) | 17                |
| Japense Albums Chart (Oricon)   | 29                |

## Videoclips y sencillos
El primer sencillo del álbum, WE KNOW WHERE YOU FUCKING LIVE lanzado el 11 de septiembre, cuenta con su propio videoclip, lanzado 4 días después del lanzamiento del sencillo.
El segundo sencillo KILL4ME lanzado el día 20 de septiembre de 2017, lanzado en plataformas de música digital.
El segundo videoclip fue liberado el día 9 de octubre de 2017, correspondiente a la canción SAY10, y cuenta con la participación del actor estadounidense y amigo personal de Manson, Johnny Depp.
El tercer videoclip de la canción KILL4ME fue estrenado el 11 de noviembre de 2017 con la segunda participación de Johnny Depp.
El cuarto videoclip de la canción Tattooed in Reverse fue estrenado el 22 de marzo de 2018 con la participación de Courtney Love y Lisa Marie Presley.

## Heaven Upside Down Tour
Es la gira mundial organizada para promocionar el álbum. Consta de siete etapas: El primero es desde el 20 de julio de 2017 hasta el 12 de agosto de 2017.
La segunda etapa constó desde el 27 de septiembre de 2017 hasta el 5 de noviembre de 2017.
La tercera etapa constó desde el 14 de noviembre de 2017 hasta el 9 de diciembre de 2017.
La cuarta etapa constó desde el 10 de enero de 2018 hasta el 16 de febrero de 2018.
La quinta etapa constó de solo una presentación la cual fue la del 5 de mayo de 2018.
La sexta etapa constó desde el 30 de mayo de 2018 hasta el 29 de junio de 2018.
La séptima y última etapa  constó desde el 22 de octubre de 2018 hasta el 31 de diciembre de 2018.
Más información de la gira aquí: Heaven Upside Down Tour